# Gosen-Neu Zittau
Gosen-Neu Zittau település Németországban, azon belül Brandenburgban. Lakosainak száma 3428 fő (2023. december 31.).

## Népesség
A település népességének változása:
| Lakosok száma | 3167 | 3188 | 3318 | 3388 | 3428 |
|               | 2017 | 2019 | 2021 | 2022 | 2023 |